# Александра Мірослав
Александра Мірослав (пол. Aleksandra Mirosław, 2 лютого 1994, Люблін), уроджена Александра Рудзінська (пол. Aleksandra Rudzińska) — польська спортсменка зі спортивного скелелазіння, яка спеціалізується у лазінні на швидкість. Дворазова чемпіонка світу в цій дисципліні (2018, 2019), триразова чемпіонка світу серед юніорів (2009, 2011 i 2013). Учасниця літніх Олімпійських ігор 2020, та літніх Олімпійських іграх 2024 року, на яких вона здобула золоту медаль у лазінні на швидкість серед жінок. Діюча рекордсменка світу із лазіння на швидкість.

## Спортивна кар'єра
Александра Рудзінська розпочала займатися спортом з 7 років, та спочатку займались плаванням. У 2007 році, під впливом старшої сестри Малгожати, розпочала займатися скелелазінням у люблінському клубі «Скарпа». З 2014 року виступає за люблінський клуб «Котловня». Александра Мірослав служить у Збройних силах Польщі зі званням старшого рядового спеціаліста.

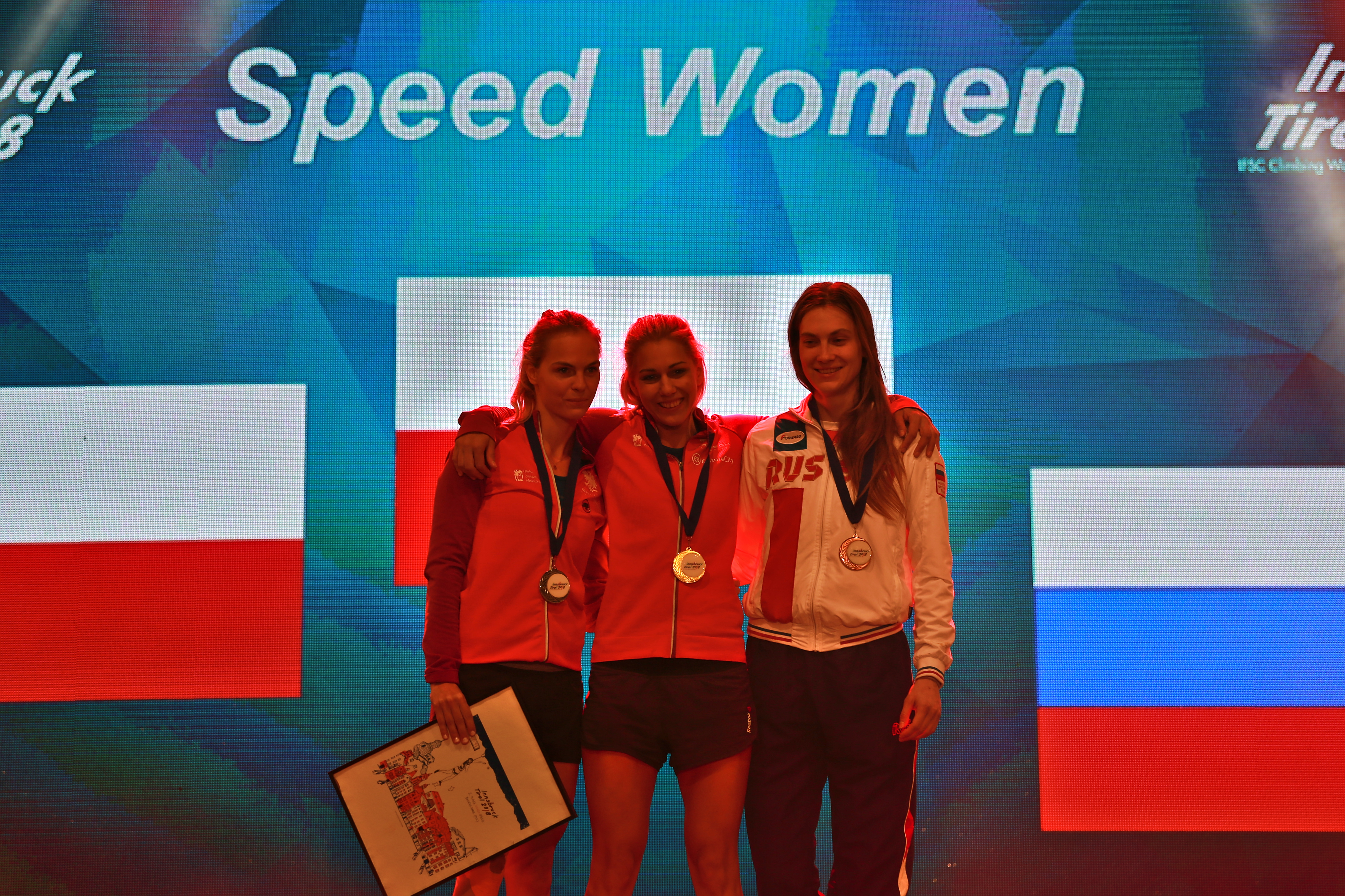
Чемпіонат світу 2018 зі скелелазання в Інсбруку. Подіум у лазінні на швидкість серед жінок. Зліва направо: Анна Брожек (2 місце), Александра Мірослав (1 місце) та Марія Красавіна (3 місце)

Александра Мірослав є дворазовою чемпіонкою світу; у 2018 році стала чемпіонкою світу в Інсбруку, а в 2019 році в Хатіодзі. Вона також є триразовою призеркою чемпіонату Європи, двічі чемпіонкою Європи в 2019 і 2022 роках, та срібною призеркою в 2013 році.
Александра Мірослав кілька разів брала участь у Всесвітніх іграх, на іграх 2013 року в Калі зайняла 4-те місце, а у Вроцлаві у 2017 році зайняла 5-те місце у лазінні на швидкість. Неодноразово брала участь у змаганнях зі скелелазіння Rock Master в італійському місті Арко, де в 2016 році зайняла 4-те місце.
У 2019 році на чемпіонаті світу зі скелелазання Мірослав стала чемпіонкою світу в лазінні на швидкість, та зайняла загалом 4-те місце у класифікації в багатоборстві, що забезпечило їй участь у змаганнях на літніх Олімпійських іграх 2020 року у спортивному скелелазінні.
У 2021 році на Олімпійських іграх Мірослав зайняла 4-те місце у жіночих змаганнях у скелелазінні, вигравши змагання у лазінні на швидкість з часом 6,84 секунди, встановивши рекорд світу. У 2022 році вона обновила свій рекорд до 6,64 секунди під час Кубка світу в Сеулі. 28 травня цього ж року під час одного з етапів Кубка світу в Солт-Лейк-Сіті вона знову покращила свій рекорд, цього разу на 0,11 секунди, встановивши його на рівні 6,53 секунди. 28 травня 2023 року під час одного з етапів Кубка світу в Сеул протягом одного дня вона тричі побила рекорд світу.
На літніх Олімпійських іграх 2024 року на змаганнях з лазіння на швидкість вона двічі побила рекорд світу, показавши спочатку час 6,21 секунди, а потім 6,06 секунди. У другий день змагань вона здобула олімпійську золоту медаль у цій дисципліні.
У 2021 році Александра Мірослав була нагороджена Золотим Хрестом Заслуги.

## Особисте життя
Батьки Александри Мірослав виховували її у спортивному дусі з дитинства — її батько був тренером з бойових мистецтв, а мати була тренером з волейболу. Перший досвід скелелазання Александра отримала в 2007 році в школі. Тягою до цього виду спорту вона завдячує старшій сестрі Малгожаті, яка почала займатися скелелазанням раніше, та отримувала медалі і кубки. До шостого класу Александра займалася плаванням, а в гімназії розпочала займатися скелелазанням, після чого потрапила на юніорський чемпіонат світу в 2009 році, де зайняла перше місце.
Александра навчалась в Академії фізичного виховання імені Юзефа Пілсудського. До 2019 року вона працювала вчителькою фізичного виховання в одній із шкіл Любліна. Тренером Александри Мірослав є її чоловік Матеуш Мірослав. Пара заручилася 1 липня 2017 року, а одружилась 21 червня 2019 року.

## У культурі
На стіні будинку в Любліні за адресою Краківське Передмістя, 55, знаходиться мурал, на якому в натуральну величину намальована траса скелелазання Александри Мірослав у відборі на Олімпійські ігри, в якому вона показала результат 6,24 секунди.